# Nude (노래)
〈Nude〉는 영국 출신의 얼터너티브 록 밴드인 라디오헤드가 2007년에 발매한 앨범인 "In Rainbows"의 세 번째 수록곡이다. 이 노래는 2008년 3월 31에 "In Rainbows"의 두 번째 싱글 음반으로 발매되었다. "Nude"는 1997년에 씌여졌으며, 라디오헤드는 이 곡을 훨씬 전부터 라이브로 연주했었다. 2003년 4월에 "Nude"는 미국 차트에 1992년의 "Creep" 다음으로 그들의 가장 성공한 싱글로 올랐다.